# Heavy Metal Thunder
Heavy Metal Thunder is een album met hoogtepunten van de Britse band Saxon, uitgebracht in 2002 door Steamhammer/SPV. Het onderscheidt zich van de andere verzamelalbums doordat alle nummers opnieuw werden opgenomen.
Bij de editie van deze cd die in beperkte oplage verscheen zat een bonus-cd met daarop vijf livenummers, opgenomen in San Antonio (Texas) en de clip van "Killing Ground", opgenomen op Wacken Open Air-festival in 2001.

## Nummers
1. Heavy Metal Thunder – 4:13
2. Strong Arm of the Law – 4:25
3. Power and the Glory – 5:59
4. And the Bands Played On – 2:53
5. Crusader – 6:40
6. Dallas 1 PM – 6:18
7. Princess of the Night – 4:11
8. Wheels of Steel – 5:54
9. 747 (Strangers in the Night) – 5:02
10. Motorcycle Man – 3:47
11. Never Surrender – 3:37
12. Denim and Leather – 5:21
13. Backs to the Wall – 3:07

## Bezetting
- Biff Byford - zang
- Doug Scarrat - gitaar
- Paul Quinn - gitaar
- Nibbs Carter - basgitaar
- Fritz Randow - drums